# 動的等価と形式等価
動的等価と形式等価（どうてきとうかとけいしきとうか、英語: dynamic and formal equivalence）は、言語間の翻訳に関して、その地域の文化と言語習慣に添って理解しやすい形で翻訳するか、原語に近い形で翻訳するかの選択で、前者を動的等価（Dynamic equivalence）、後者を形式等価（Formal equivalence）と呼ぶ。
動的等価と形式等価はおおまかにいって、それぞれ意訳と直訳に相当する。アメリカ合衆国の言語学者のユージン・ナイダが聖書翻訳理論として唱えだしたもので、彼は後にアメリカ聖書協会の翻訳部長として1960年代から動的等価による翻訳を推し進め、聖書協会世界連盟（UBS）を通して日本を含めた各国の聖書翻訳に大きな影響を与えた。

## 聖書翻訳
聖書の翻訳は形式等価から動的等価、意訳まで、さまざまな形で行われてきた。

### おもに形式等価翻訳
- ウルガタ聖書（ラテン語）
- ルター聖書（ドイツ語）
- ドゥアイ・リームズ聖書
- 改訂版聖書 (RV)
- アメリカ標準版聖書 (ASV)
  - 世界英語聖書 (WEB)
- 新ジェームズ王版聖書 (NKJV)
- 新改訂標準訳聖書 (NRSV)
- 英語標準訳聖書 (ESV)
- 正教会スタディバイブル (OSB)
- 文語訳聖書（日本語）
- 口語訳聖書（日本語）

### 動的等価翻訳と形式等価翻訳の混合
- 新アメリカ聖書改訂版 (NABRE)
- 新国際版聖書 (NIV)
- 新世界訳聖書 (NWT)
- 新アメリカ聖書 (NAB)
- 新共同訳聖書（日本語）[1]
- 聖書協会共同訳聖書（日本語）

### おもに動的等価翻訳および意訳
- エルサレム聖書 (JBまたはTJB)
- 新英語聖書 (NEB)
- グッドニューズバイブル (GNB)
- 改訂英語聖書 (REB)

### 意訳
- リビングバイブル (TLB)

## 参照項目
- ユージン・ナイダの「動的等価」理論
- 聖書翻訳
- 翻訳
- 直訳と意訳